# Osterspai

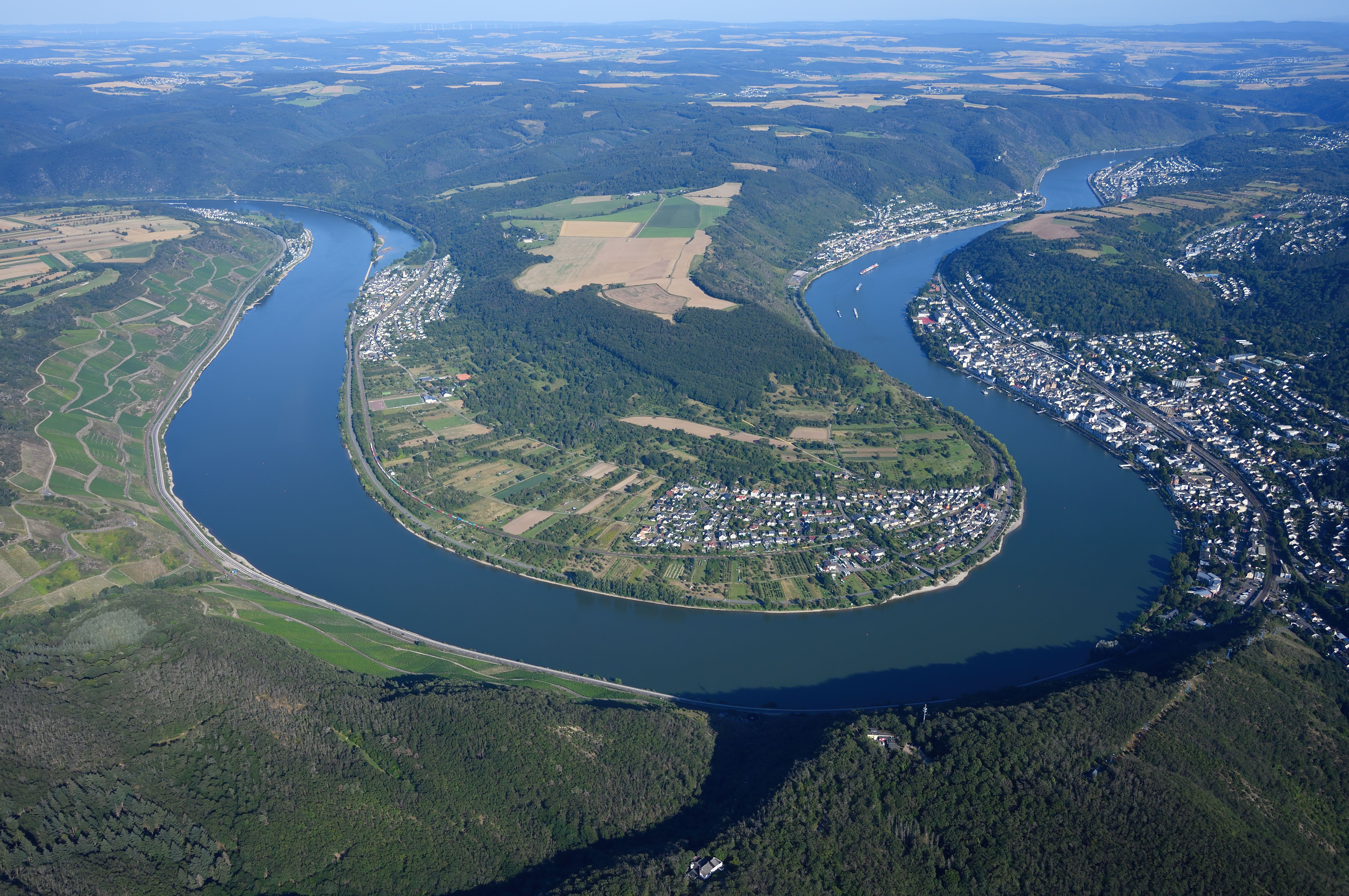
Lage von Osterspai (links der Bildmitte) am Bopparder Hamm

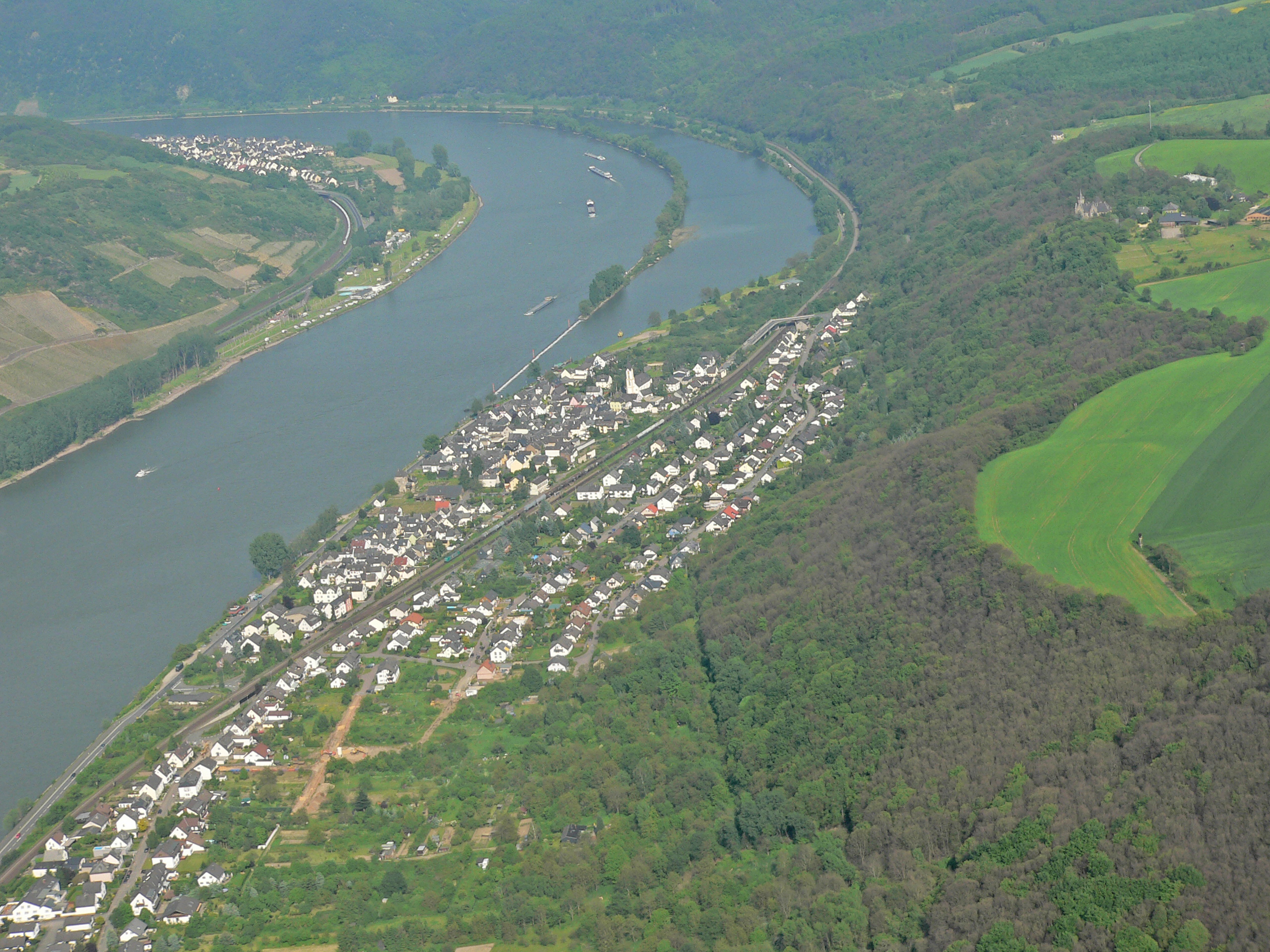
Osterspai

Osterspai (früher auch Osterspey) ist eine Ortsgemeinde im Rhein-Lahn-Kreis in Rheinland-Pfalz. Sie gehört der Verbandsgemeinde Loreley an und liegt im UNESCO-Welterbe Oberes Mittelrheintal.

## Geographie
Nachbargemeinden sind Braubach und Filsen und auf der anderen Rheinseite Spay.

## Geschichte
Über die Rheinhöhe von Lahnstein nach Lorch verlief eine Römerstraße mit Zuweg zum Rhein über den heutigen Ellig (elatio = zur Höhe hin). Eine römische Besiedlung des Rheinufers an dieser Stelle ist nicht nachgewiesen und es verlief keine römische Straße am Rhein.
1031 schenkte Kaiser Konrad II. dem Erzbischof von Trier, Poppo von Babenberg, die Grafschaft Marienfels im Einrichgau zwischen Lahn, Rhein, Wisper und Aar; das heutige Osterspai gehörte zu diesem Gebiet. Die Urkunden bezüglich der Schenkung von Speia an das Kloster Oeren durch Dagobert I. (646) und der Bestätigung der Schenkung durch Ludwig das Kind (902) sind Spuria.
Kurtrier konnte keinen Einfluss ausüben und Osterspai, das seit 1326 Stadtrechte hatte, war spätestens seit dieser Zeit ein reichsunmittelbares Territorium unter der Führung eines Reichsritters. Reichsritter waren bis 1637 die Herren von Liebenstein über Kamp-Bornhofen, um die sich die Sage der Feindlichen Brüder rankt.
Am 31. Juli 1596 verstarb in Osterspai, wie auf seinem Grabmal in der Stiftskirche Sankt Arnual geschrieben steht, Franz-Friedrich von Liebenstein, der als Stadthauptmann von Saarbrücken in den Diensten der Grafen von Nassau-Saarbrücken stand.
1630–1634 kam es in Osterspai zu Hexenprozessen.
1637 starben die Liebensteiner aus und die Burg ging samt ihren Besitzungen an den Kurmainzer Kanzler Gerhard von Waldenburg über. Sein Nachfahre Karl Freiherr von Waldenburg ließ 1753 die erste Flurkarte für das Hoheitsgebiet Osterspai erstellen, in der auch die Grenzsteine der Gemarkung aufgeführt sind. Als dieser kinderlos starb, wurde Georg Ernst Ludwig von Preuschen von und zu Liebenstein, „fürstlich Oranien-Nassauer geheimer Rat und Regierungspräsident“ zu Dillenburg, 1783 durch das fürstliche Gesamthaus Nassau mit der reichsunmittelbaren Burg Liebenstein und Osterspai belehnt. Die Nachfahren von Preuschen bewohnen noch heute die Burg Osterspai.
Im Zuge der napoleonischen Neuordnung durch die Rheinbundakte wurde Osterspai im Jahre 1806 vom Herzogtum Nassau übernommen. Die Besitzergreifung erfolgte am 18. September 1807. Der Ort wurde dem Amt Braubach zugeordnet. Damit endete die Patrimonialgerichtsbarkeit der Brüder August und Georg Ernst Ludwig von Preuschen von und zu Liebenstein. In einem Schreiben vom 22./24. Oktober 1807 an die Regierung Ehrenbreitstein erkannten die Brüder die Souveränität Nassaus an, reklamierten aber die Patrimonialgerichtsbarkeit und Polizeigewalt für sich. Erst mit Schreiben vom 23. März der Regierung des Herzogtums Nassau wurde eine endgültige Regelung getroffen. Die Brüder verzichten auf die Patrimonialgerichtsbarkeit und erhielten eine Entschädigungsrente von 398 Gulden jährlich.
Nach der Annexion durch Preußen war der Ort von 1866 bis zum Ende des Zweiten Weltkrieges Teil der preußischen Provinz Hessen-Nassau und kam danach zum Land Rheinland-Pfalz. Die Gemeinde gehörte von 1972 bis 2012 der Verbandsgemeinde Braubach an.
Noch zu Beginn des 19. Jahrhunderts gab es keine befestigte Rheinuferstraße. Die Ortsgeschichte dokumentiert, dass 1833 erstmals der Bauer Jakob Klein mit einem Pferdefuhrwerk über einen Fahrweg von Osterspai nach Braubach fuhr. Erst 1931 wurde die Rheinuferstraße in diesem Abschnitt asphaltiert.
Osterspai wurde am 25. März 1945 von amerikanischen Truppen eingenommen.

### Etymologie des Ortsnamens
Eine Dokumentationstafel am Rhein erklärt, der Name gehe auf niederländische Schiffer zurück, die bei ihren Fahrten stromabwärts gerufen haben sollen: We moeten naar Oosten bij. Gemeint war, dass Schiffer das rechte Rheinufer ansteuern sollten, um der Linksdrift der Strömung zwischen Filsen und Osterspai zu entkommen.
Es muss aber noch eine andere Erklärung geben, denn der Name Osterspai bestand schon zu einer Zeit, als niederländische Schiffe an diesem Rheinabschnitt noch gar nicht vorbeikamen. Es gibt allerdings keinen Beweis dafür, dass die Bezeichnung so alt wäre, dass sie auf das keltische swa oder spa (= Mineralquelle, in diesem Fall vielleicht die Dinkholder Quelle) oder vielleicht auch spah (= spähen) zurückginge. Neuere Forschungen suchen den Ursprung des Ortsnamens im althochdeutschen spia (verwandt mit dem altniederländischen spoy, neuniederländisch spui = Wasserdurchlass/Schleuse). Bevor Mitte des 19. Jahrhunderts Stromregulierungsmaßnahmen vorgenommen und für die Schifffahrt störende Felsen im Flussbett beseitigt wurden, schäumte der Rhein zwischen Osterspai und dem linksrheinischen Niederspay sowie Oberspay kräftig an diesen Felsen, und es bildete sich ein starker Sog durch schmale und tiefe Rinnen, durch die sich das Wasser durch„schleuste“. Diese Stellen nannte man auch das Enge Thürchen. Es ist möglich, dass diese Etymologie für alle drei Spay-Orte am Rhein gilt, von denen Osterspai der östliche (einzige rechtsrheinische) ist.
Um die zutreffende Schreibweise des Ortsnamens gab es Streit. 1949 entschied die Regierung von Rheinland-Pfalz, dass Osterspay am Ende mit einem „y“ zu schreiben sei, nicht mit „i“. Das scheint sich aber nicht durchgesetzt zu haben.

### Konfessionsstatistik
Laut dem Zensus von 2011 gehören 72,5 % der Osterspaier dem römisch-katholischen Glaubensbekenntnis an, während 11 % angaben, evangelisch zu sein und 16,5 % sich eines anderen oder keinem Glaubensbekenntnis zurechneten. Die Zahl der Katholiken ist seitdem gesunken. Ende Mai 2025 hatten 50,5 % der Einwohner die katholische Konfession und 12,0 % die evangelische. 37,7 % gehörten anderen Konfessionen oder Glaubensgemeinschaften an, waren ohne Angabe oder gemeinschaftslos.

### Religionen
Im Februar 2018 haben sich die zehn ehemals selbständigen Pfarreien St. Martin (Osterspai), St. Margaretha (Filsen), St. Nikolaus (Kamp-Bornhofen), St. Jakobus der Ältere (Dahlheim), St. Georg (Kestert), St. Martin (Wellmich), St. Johannes der Täufer (St. Goarshausen), St. Nikolaus (Kaub), St. Peter und Paul (Nastätten) sowie St. Florin (Strüth) zu der der neu gegründeten römisch-katholischen Pfarrei „Heilige Elisabeth von Schönau“ mit Sitz in Kamp-Bornhofen zusammengeschlossen, sie gehört zum Bistum Limburg.
Der Ort ist außerdem der Gemeinde Braubach der Evangelischen Kirche in Hessen und Nassau zugeordnet.
In Osterspai bestand vom 17. bis zum Anfang des 20. Jahrhunderts eine kleine jüdische Gemeinde, die der Gemeinde in Oberlahnstein zugeteilt war. Sie besaß eine eigene Betstube sowie einen eigenen jüdischen Friedhof. 1919 verließ der letzte jüdische Einwohner den Ort, eine letzte Beisetzung auf dem jüdischen Friedhof fand 1922 statt.

## Politik

### Gemeinderat
Der Ortsgemeinderat in Osterspai besteht aus 16 Ratsmitgliedern, die bei der Kommunalwahl am 9. Juni 2024 in einer Mehrheitswahl gewählt wurden, und dem ehrenamtlichen Ortsbürgermeister als Vorsitzendem. Bis zur Wahl 2019 erfolgte eine personalisierte Verhältniswahl, da mehrere Wahlvorschläge eingereicht wurden.
Die Sitzverteilung im Gemeinderat:
| Wahl | SPD               | CDU               | FBL               | Gesamt   |
| ---- | ----------------- | ----------------- | ----------------- | -------- |
| 2024 | per Mehrheitswahl | per Mehrheitswahl | per Mehrheitswahl | 16 Sitze |
| 2019 | 7                 | 5                 | 4                 | 16 Sitze |
| 2014 | 7                 | 5                 | 4                 | 16 Sitze |
| 2009 | 7                 | 3                 | 6                 | 16 Sitze |
| 2004 | 5                 | 4                 | 7                 | 16 Sitze |

- FBL = Freie Bürgerliste Osterspai e. V.

### Bürgermeister
Sebastian Reifferscheid wurde am 7. Oktober 2021 Ortsbürgermeister von Osterspai. Nachdem er das Amt bereits übergangsweise als Erster Beigeordneter seit Juni 2021 ausgeübt hatte, war er bei der Direktwahl am 26. September 2021 mit einem Stimmenanteil von 89,5 % gewählt worden. Bei der Direktwahl am 9. Juni 2024 wurde er als einziger Bewerber mit 95,3 % für weitere fünf Jahre in seinem Amt bestätigt.
Reifferscheids Vorgänger Thomas Maier (SPD) hatte sich bei der Direktwahl am 26. Mai 2019 mit einem Stimmenanteil von 51,84 % gegen den bisherigen Amtsinhaber Gerhard Böhm (CDU) durchgesetzt. Im April 2021 trat Maier nach politischen Differenzen zurück, wodurch eine Neuwahl erforderlich wurde.

## Kultur und Sehenswürdigkeiten

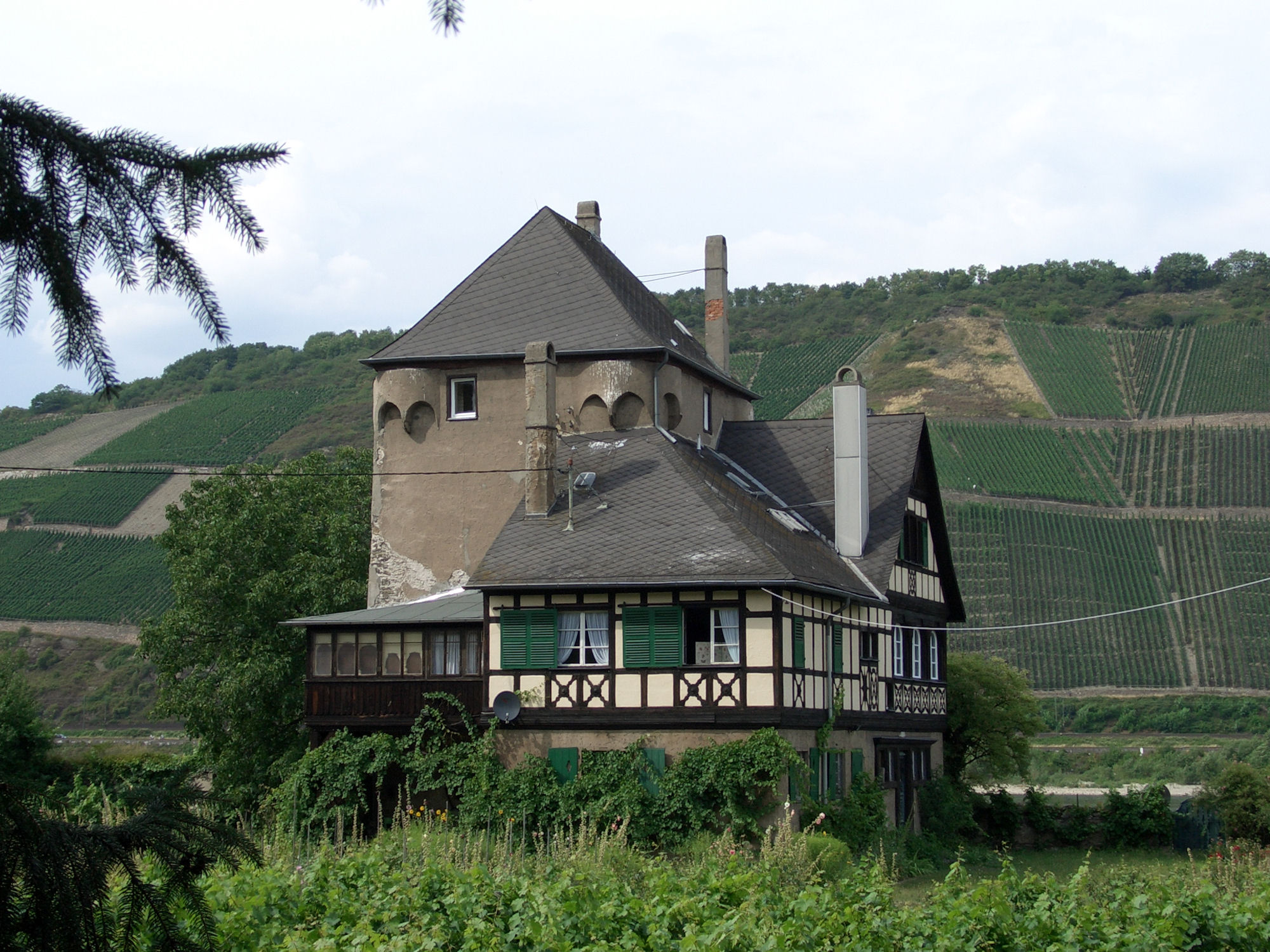
Burg Osterspai

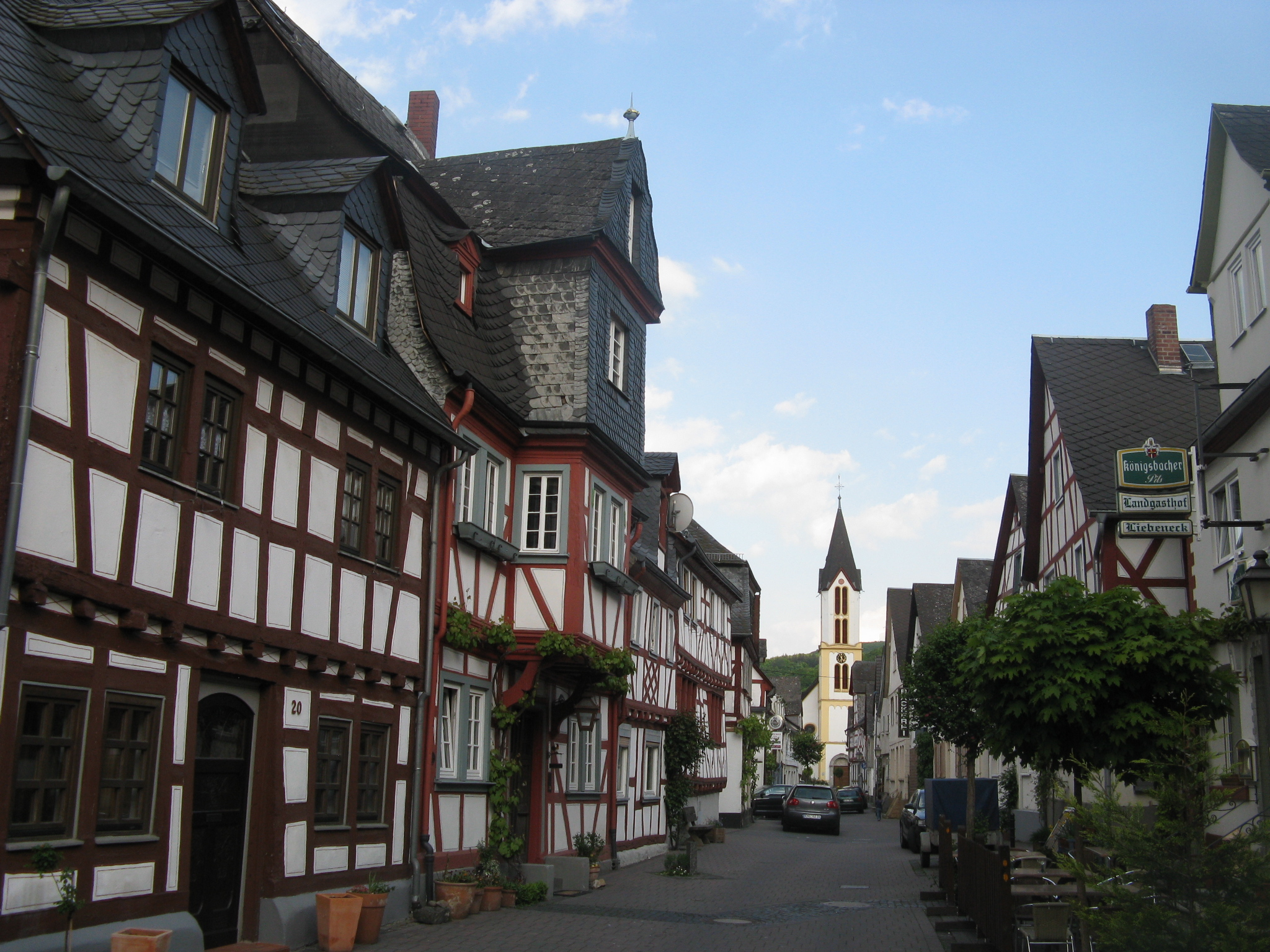
Fachwerkensemble Hauptstraße 20, 18 und 16

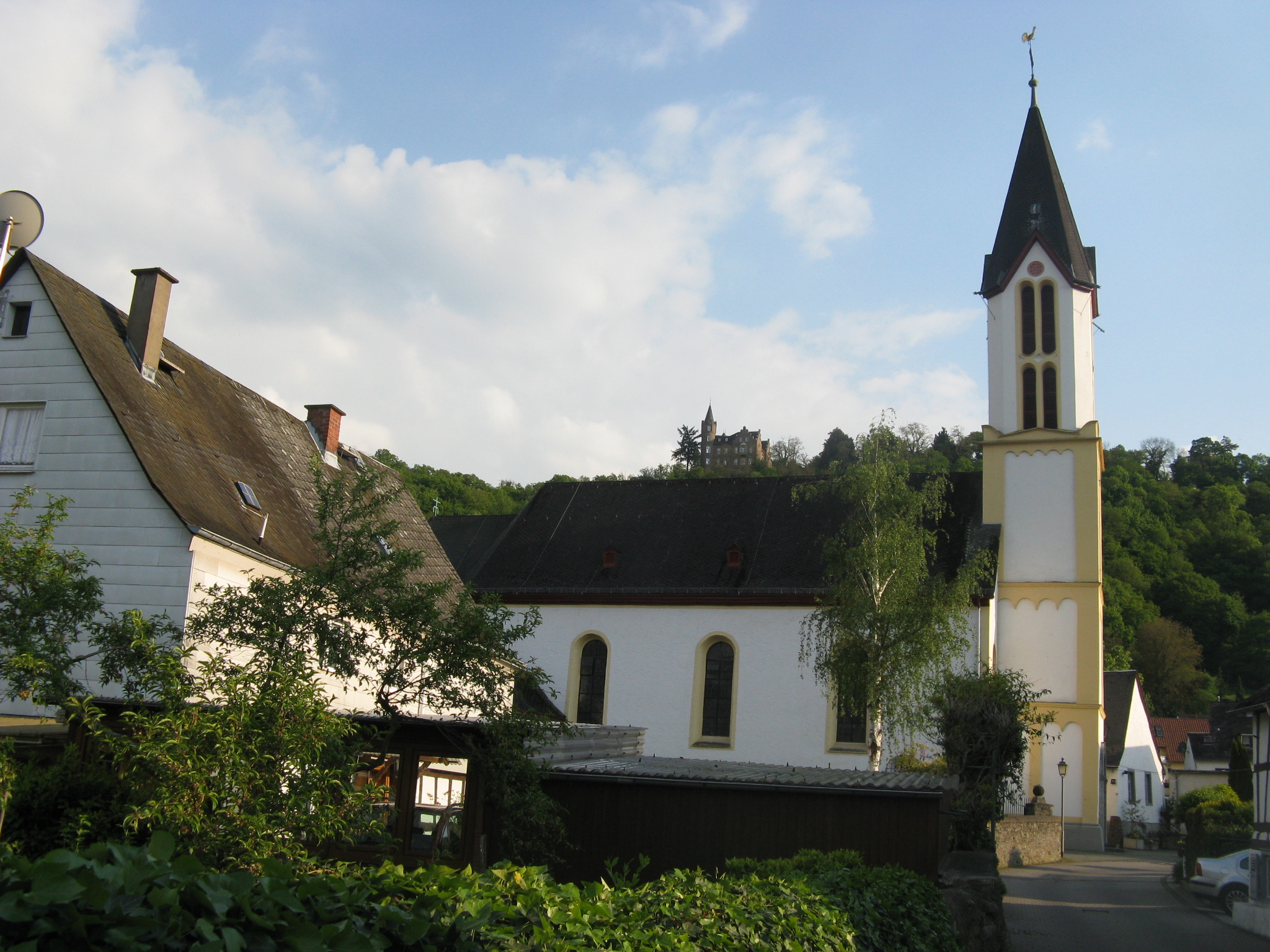
Kirche St. Martin; über dem Ort Schloss Liebeneck

### Sehenswürdigkeiten in Osterspai
Zu den Sehenswürdigkeiten gehören die katholische Pfarrkirche Sankt Martin und die im Zentrum des Ortes gelegene Burg Osterspai mit der Kapelle des ehemaligen Eberbacher Klosterhofs. Heute wird sie Jakobuskapelle genannt und beherbergt die Figur des Heiligen Jakobus von Compostela von Antonio Bernal Redondo aus Córdoba (Spanien).
St. Martin (Ersterwähnung 1076, die Turm-Untergeschosse sind noch romanisch) wurde 1620 im Dreißigjährigen Krieg zerstört und Ende des 17. Jahrhunderts wiederaufgebaut von Johann Philipp Boos von Waldeck. 1778/79 wurde das Kirchenschiff erneuert und 1837/38 der Kirchturm durch einen 8-eckigen Oberbau erhöht. Die Skulpturen der Ausstattung sind barock (18. Jahrhundert), der Hochaltar frühklassizistisch.
Fachwerkhäuser, die überwiegend im 17. und 18. Jahrhundert entstanden, prägen das Ortsbild des Dorfes. Beispiele:
- Altes Pfarrhaus (mittelalterlicher Vorläufer im Dreißigjährigen Krieg zerstört), 1689, mit Allianzwappen des Kirchen-Erneuerers Johann Philipp Boos von Waldeck
- Hauptstraße 4 („Haus Bender“), zweizonig mit Mansarddach (ehemalige Weinwirtschaft)
- Gegenüber Rathaus: Eckbau mit massivem Untergeschoss und profiliertem Gesims, Obergeschoss, Giebel und Zwerchhaus (1619)
- Nr. 16, Eckhaus Hauptstraße/Schnatzenstraße (1579) – auch Haus „Schnatz“ genannt – ist das auffälligste Gebäude von Osterspai. Sein Formenreichtum am Schnitzwerk der Traufseite (Andreaskreuze, Viertelkreisbögen, Maskenköpfe) ist im Ort sonst unerreicht. Zusammen mit Nr. 18 mit Mansarddach und doppelgeschossigem giebelgekröntem Erker, datiert 1739, sowie Nr. 20, einem einfachen Fachwerkbau ebenfalls mit  Mansarddach, bildet es ein harmonisches Ensemble.
- In der Breitenstraße Doppelhaus mit zwei Zwerchhäusern und verzierten Brüstungen.

Auf der Höhe über Osterspai liegt das Schloss Liebeneck.
Das Gebiet Auf der Schottel – ein ca. 2 km langer Streifen zwischen einer bei Niedrigwasser mit Osterspai verbundenen Steinmole und dem Rheinufer – wurde 1991 unter Naturschutz gestellt. Es dient zahlreichen Vogelarten, z. B. Tafelente, Zwergtaucher, Blässhuhn, Reiherente, Höckerschwan, Kormoran und Lachmöwe, als Rast- und Brutstätte sowie als Überwinterungsgebiet.
Im Sommer wird das Gebiet (auch Osterspaier „Ritt“ genannt) als Badebucht genutzt. An sonnigen Tagen strömen mehr als 500 Personen auf den Naturstrand zum Baden am Rhein. Auch zahlreiche Jachten und Boote finden dort in der Hochsaison ihren Platz.
Siehe auch: Liste der Kulturdenkmäler in Osterspai

### Sehenswürdigkeiten in der Umgebung
- Burg Lahneck oberhalb der Lahnmündung bei Lahnstein
- Burg Liebenstein und Burg Sterrenberg bei Kamp-Bornhofen
- Marksburg bei Braubach

### Sport/Freizeit
Der größte Verein in Osterspai ist der VfL Osterspai 1920 e. V. mit rund 580 Mitgliedern. Aktuell werden 12 verschiedene Sportarten angeboten. Zu den Hauptabteilungen des Vereins zählen Fußball, Tischtennis und Tennis. Weiterhin werden Pilates, Eltern-Kind Turnen, Sportabzeichen, Damenturnen, Volleyball, Kinderturnen, Jedermänner, Leichtathletik und Body-Fit angeboten.

## Wirtschaft und Infrastruktur

### Landwirtschaft
Osterspai gehört zu den Gebieten am Mittelrhein, in denen die Reblaus Ende des 19. Jahrhunderts den Weinbau fast völlig vernichtete. Es gibt nur noch wenige Weingüter vor Ort, deren Anbaugebiete teilweise linksrheinisch im Bopparder Hamm liegen.
In weiten Teilen hat Osterspai auf Obstanbau – Apfel, Birne, Kirsche, Quitte, Pfirsich, Erdbeeren – umgestellt. Verkaufsstände an der Bundesstraße 42 bieten die lokalen Erzeugnisse an.

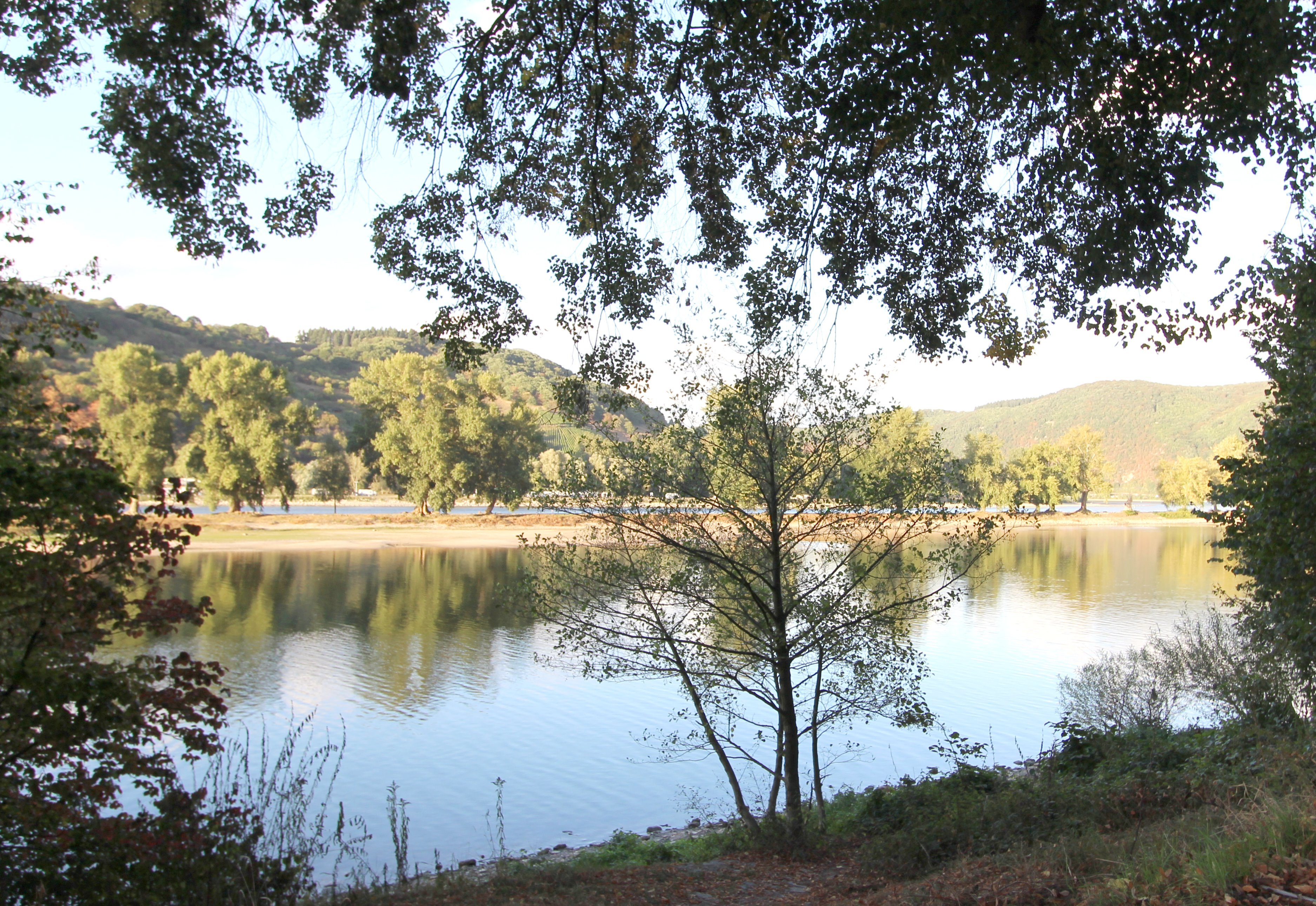
Naturschutzgebiet Auf der Schottel

### Wanderwege

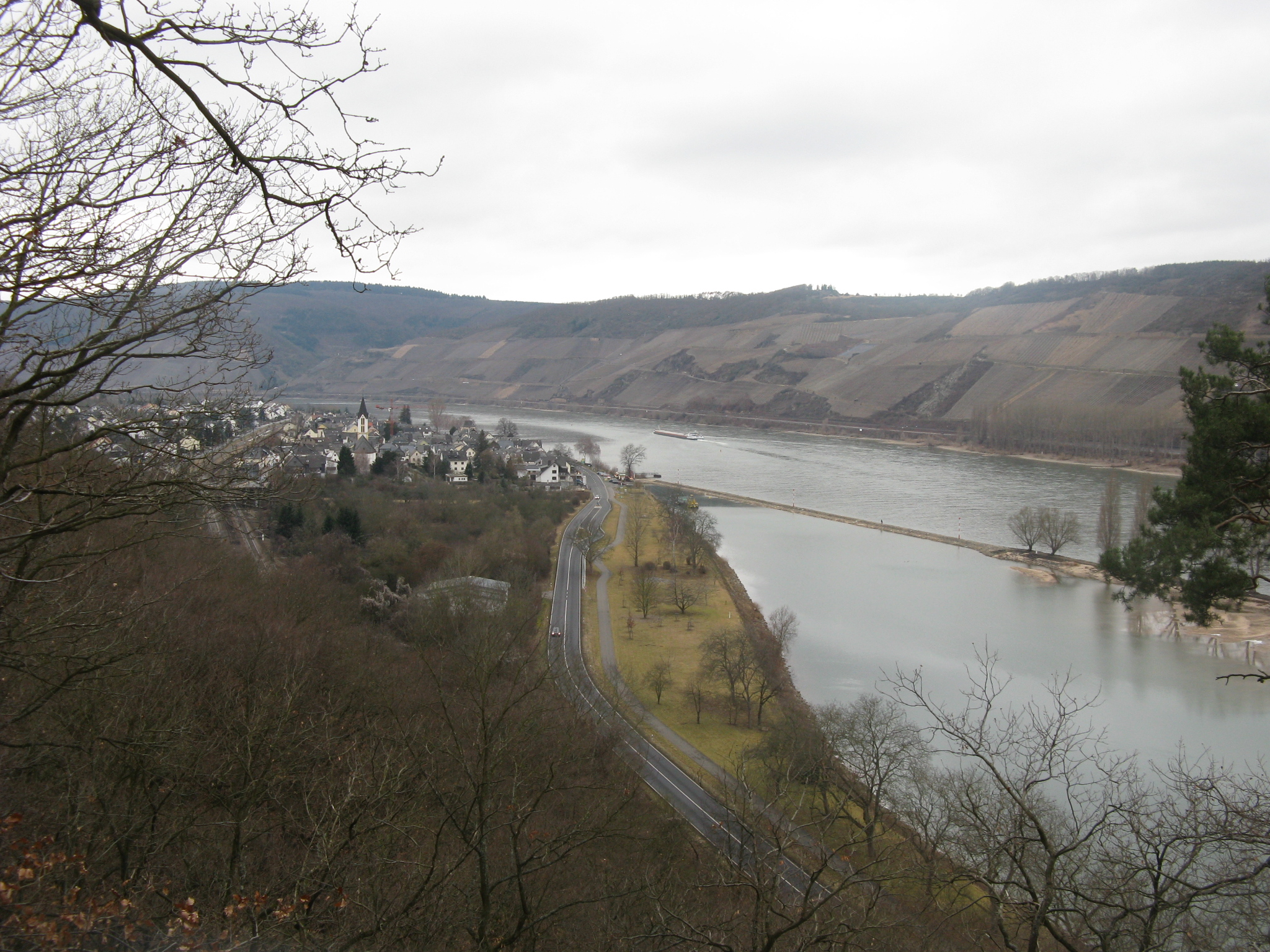
Osterspai mit Schottel, gesehen vom Rheinsteig (Aussichtspunkt Hexenköpfel)

Im Jahr 2021 wurde von Ehrenamtlichen ein neuer Rundwanderweg, der Langhalsweg, angelegt. Der Weg führt durch das Welterbe Oberes Mittelrheintal und den Naturpark Nassau. Er wurde 2024 bei einer Abstimmung im Wandermagazin zu Deutschlands schönstem Wanderweg gewählt.
Der Ort bietet zusätzlich einen guten Zugang zum Rheinhöhenweg, Rheinburgenweg und dem Rheinsteig, sowohl in nördlicher Richtung (Marksburg, Braubach) als auch in südlicher Richtung (Kestert, St. Goarshausen). Der Zugang liegt am Bahnhof. Markante Orientierungspunkte auf dem Rheinsteig im Osterspaier Wald sind
- ein Kruzifix vor einem Wasserbehälter von 1943
- der Hexenbrunnen und das Hexenköpfel, ein Aussichtspunkt mit Rastplatz über Osterspai und den Rhein mit Schottel, Bopparder Hamm und Jakobsbergerhof
- ein Marienbildstock und eine kleine Kapelle am Rheinberg (152 m ü. NHN)
- das Heiligenbachtal mit Schieferfelsformationen und ein alter Steinbruch an der Kipplei
- der Rastplatz Wasenbachtal (Wegkreuzung), Gründlingtal, Trockenmauern aufgegebener Weinberge und Aussichtspunkt Grendling (Rheinschleife bis Osterspai) sowie
- der Aussichtspunkt Dinkholder Berg (282 m ü. NHN, Steilaufstieg, Blick auf den Rhein aufwärts über Osterspai und Schottel bis Bopparder Hamm sowie abwärts über Spay bis Schloss Stolzenfels, Marksburg, Braubach und Lahnstein). Abwärts führt von dort das Dinkholder Bachtal vorbei am Sauerborn (einem eisen- und kohlesäurehaltigen Mineralbrunnen – heute kein Trinkwasser mehr) zur Dinkholder Mühle (Fachwerkbau mit Erker von 1675) unmittelbar vor der rechten Rheinstrecke am Rhein.

Der Jakobsweg Rhein-Lahn führt durch das Dorf, genauer gesagt der Rhein-Camino, ein Pilgerweg nach Santiago de Compostela.

### Verkehr
Der Haltepunkt Osterspai liegt an der rechten Rheinstrecke und wird im SPNV durch die Linie RB 10 Neuwied–Koblenz–Wiesbaden–Frankfurt (Main) bedient.